# شکار لاک‌پشت
شکار لاک‌پشت‌کشی یا لاک‌پشت‌کشی، شکار لاک‌پشتان است. لاک‌پشت از اواسط هزاره اول پیش از میلاد بخشی از فرهنگ بشر بوده است، جایی که لاک‌پشت‌های دریایی مانند لاک‌پشت دریایی پوزه‌عقابی (Eretmochelys imbricata) به عنوان غذای لذیذ در کشورهایی مانند چین خورده می‌شدند. در حالی که مصرف و شکار لاک‌پشت‌ها نسبت به گذشته کمتر رایج است، این عمل هنوز هم بخشی از فرهنگ جوامع در سراسر جهان است، چه به صورت قانونی و چه غیرقانونی انجام شود.
تحقیقات زیست‌محیطی نشان می‌دهد که با نزدیک شدن به سکونتگاه‌های انسانی، شمار لاک‌پشت‌ها کاهش می‌یابد. این را می‌توان مستقیماً به دلیل شکار لاک‌پشت‌ها یا به‌طور غیرمستقیم با اصل بوم‌شناسی ترس، یعنی شکار توضیح داد.